# Longny les Villages
Longny les Villages is een gemeente in het Franse departement Orne (regio Normandië). De plaats maakt deel uit van het arrondissement Mortagne-au-Perche. Longny les Villages is op 1 januari 2016 ontstaan door de fusie van de gemeenten La Lande-sur-Eure, Longny-au-Perche, Malétable, Marchainville, Monceaux-au-Perche, Moulicent, Neuilly-sur-Eure en Saint-Victor-de-Réno. De gemeente telde 2.826 inwoners op 1 januari 2022.

## Geografie
De oppervlakte van Longny les Villages bedroeg op 1 januari 2022 151,76 vierkante kilometer; de bevolkingsdichtheid was toen 18,6 inwoners per km².

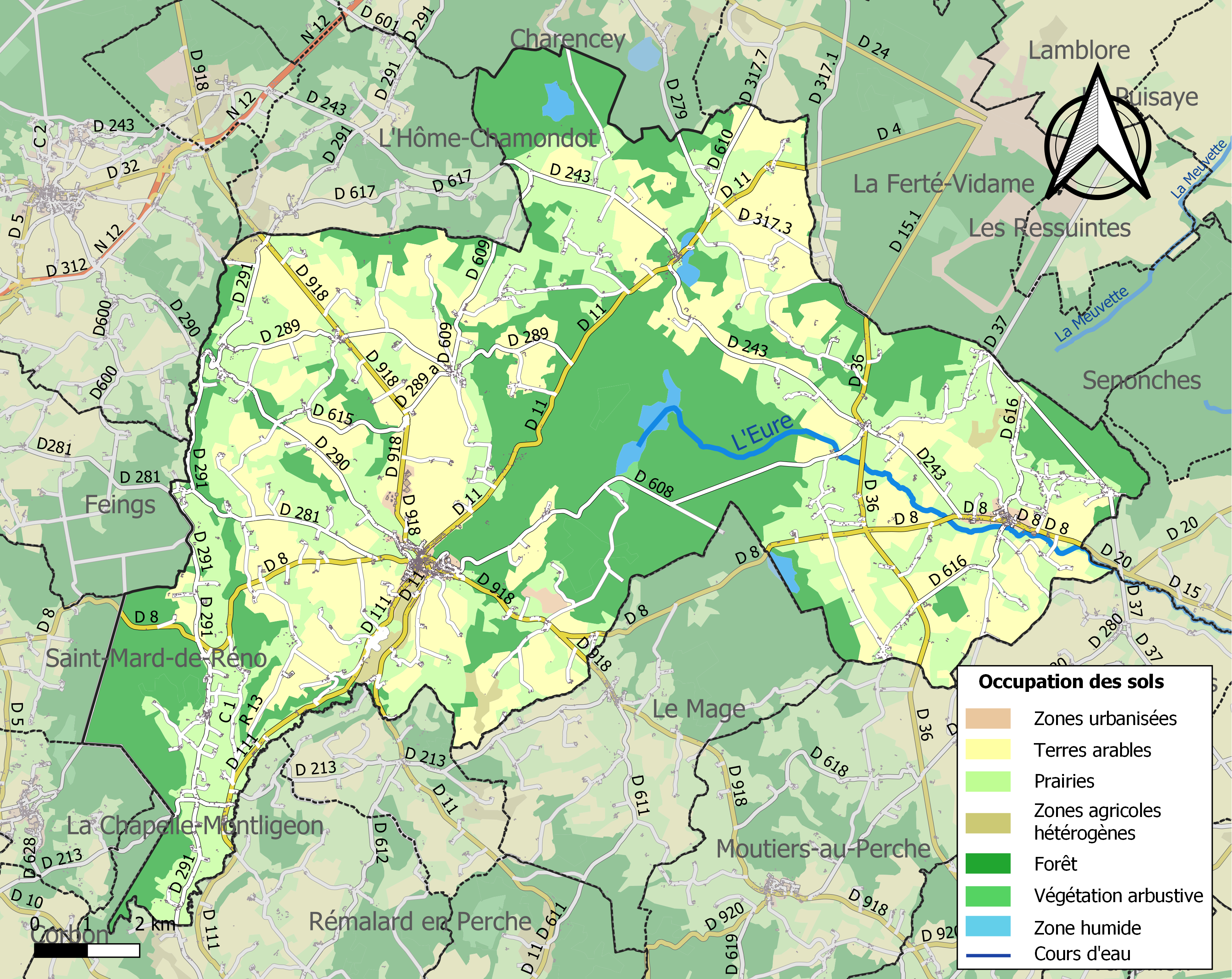
Kaart van de gemeente met belangrijkste infrastructuur, bodemgebruik en omliggende gemeenten